# XX Giochi del Sud-est asiatico
I XX Giochi del Sud-est asiatico si sono svolti a Bandar Seri Begawan, in Brunei, dal 7 al 15 agosto 1999.

## Paesi partecipanti
Ai giochi hanno partecipato 2365 atleti provenienti da dieci nazioni:
- Brunei
- Cambogia
- Indonesia
- Laos
- Malaysia
- Birmania
- Filippine
- Singapore
- Thailandia
- Vietnam

## Discipline
In totale si sono disputati 233 eventi sportivi per 21 discipline.

## Medagliere
*   Paese ospitante
| Posiz. | Nazione    | Oro | Argento | Bronzo | Totale |
| ------ | ---------- | --- | ------- | ------ | ------ |
| 1.     | Thailandia | 65  | 48      | 56     | 169    |
| 2.     | Malaysia   | 57  | 45      | 42     | 144    |
| 3.     | Indonesia  | 44  | 43      | 58     | 145    |
| 4.     | Singapore  | 23  | 28      | 45     | 96     |
| 5.     | Filippine  | 19  | 27      | 40     | 86     |
| 6.     | Vietnam    | 17  | 20      | 27     | 64     |
| 7.     | Brunei*    | 4   | 12      | 31     | 47     |
| 8.     | Birmania   | 3   | 10      | 10     | 23     |
| 9.     | Laos       | 1   | 0       | 3      | 4      |
| 10.    | Cambogia   | 0   | 0       | 0      | 0      |
| Totale | Totale     | 233 | 233     | 312    | 778    |